# Parque nacional de Zall Gjocaj
El parque nacional de Zall Gjocaj (en albanés, Parku Kombëtar "Zall-Gjocaj") es un parque nacional de Albania, declarado en el año 1996. El parque, con una superficie de 140 hectáreas. Se encuentra a unos 40 kilómetros al noreste de la ciudad de Burrel. Es un parque muy pintoresco con una serie de fuentes y arroyos de aguas subterráneas. 